# Omphalocarpum elatum
Omphalocarpum elatum är en tvåhjärtbladig växtart som beskrevs av John Miers. Omphalocarpum elatum ingår i släktet Omphalocarpum och familjen Sapotaceae. Inga underarter finns listade i Catalogue of Life.

## Bildgalleri

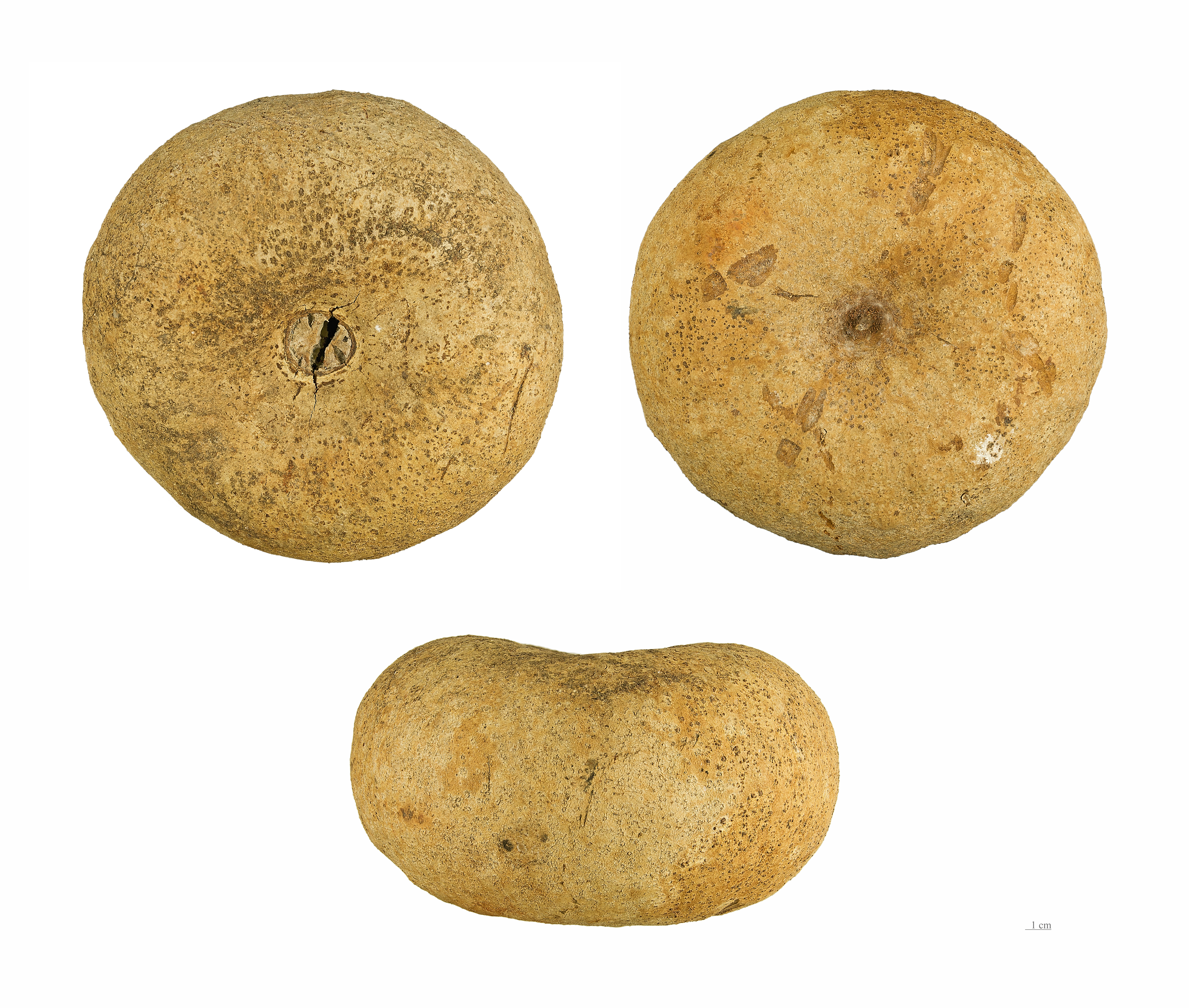
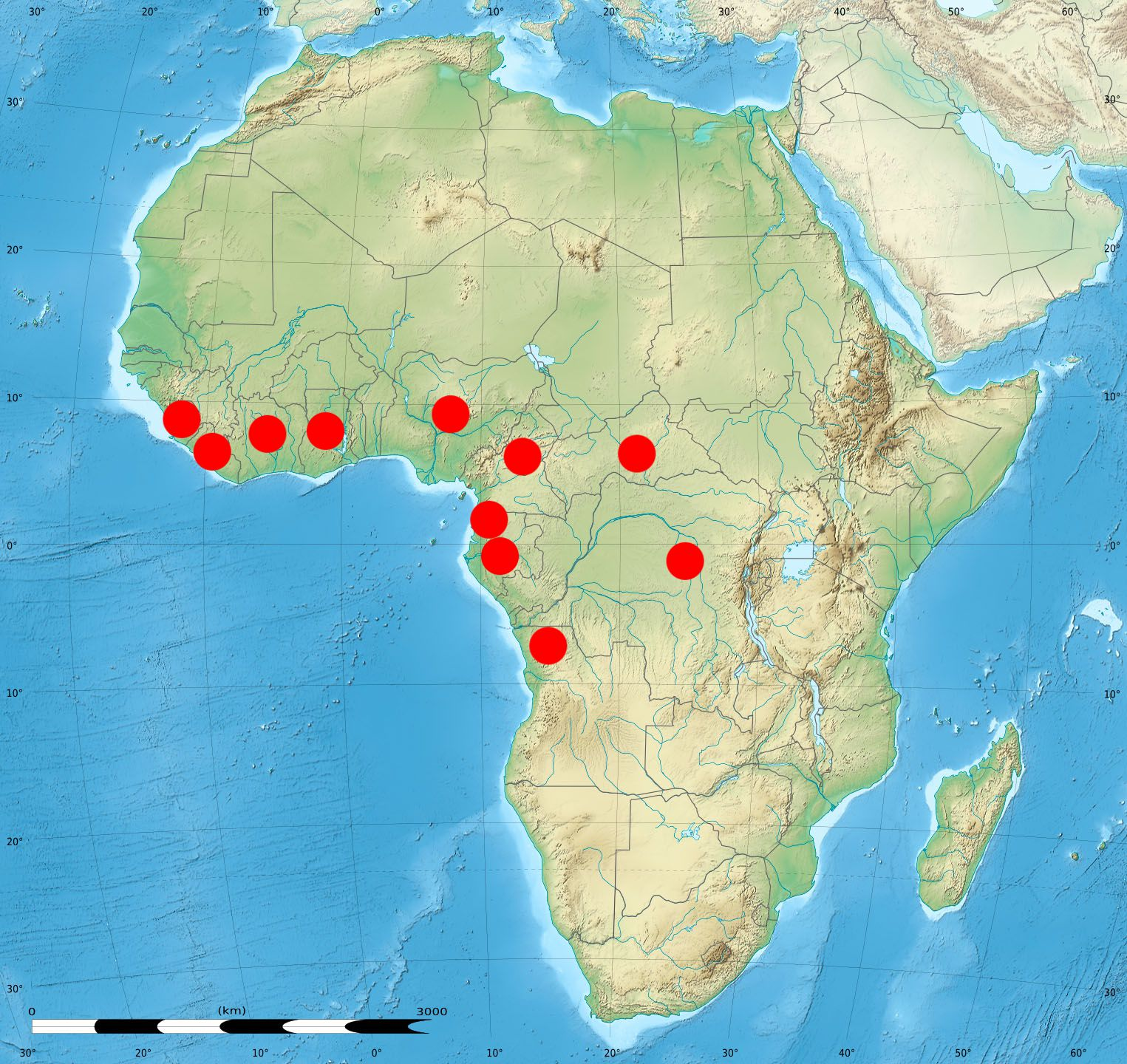